# Estación de Omonoia
La estación de metro Omonia pertenece a la red de metro de Atenas, a las líneas 1 y 2 del Metro de Atenas. Situada en Atenas, tomó su nombre de la plaza Omonia, debajo de la cual se encuentra. Ofrece la posibilidad de transferencia entre las dos líneas de servicio.

## Servicios

### Metro de Atenas
| << cabecera | < estación   | línea   | estación >   | cabecera >> |
| ----------- | ------------ | ------- | ------------ | ----------- |
| Piraeus     | Monastiraki  | Línea 1 | Victoria     | Kifissia    |
| Anthoupoli  | Metaxourgeio | Línea 2 | Panepistimio | Elliniko    |

- Datos: Q2630496
- Multimedia: Omonia metro station / Q2630496